# Rachel Cabari
Rachel Cabari (hebrejsky רחל צברי‎; 27. července 1909 – 16. února 1995) byla izraelská politička a poslankyně Knesetu za strany Mapaj, Ma'arach, Izraelská strana práce a opět Ma'arach.

## Biografie
Narodila se v Tel Avivu. Studovala na dívčí škole v Neve Cedek a na učitelském semináři v Tel Avivu. Absolvovala Hebrejskou univerzitu. Pracovala jako pedagožka. Přednášela na učitelském semináři v Bejt ha-Kerem. Působila jako školská inspektorka v Jeruzalémě. Zapojila se do židovských jednotek Hagana.

## Politická dráha
V izraelském parlamentu zasedla poprvé po volbách v roce 1951, do nichž šla za stranu Mapaj. Mandát ale získala až dodatečně, v dubnu 1952, jako náhradnice. Nastoupila do parlamentního výboru pro vzdělávání a kulturu a výboru House Committee. Za Mapaj kandidovala i ve volbách v roce 1955. Byla členkou výboru pro veřejné služby a výboru pro vzdělávání a kulturu. Za Mapaj úspěšně kandidovala i ve volbách v roce 1959. Byla členkou výboru pro vzdělávání a kulturu, výboru pro veřejné služby a výboru House Committee. Opětovně se do parlamentu dostala na kandidátce Mapaj po volbách v roce 1961. Stala se členkou výboru pro vzdělávání a kulturu, výboru pro veřejné služby, výboru pro záležitosti vnitra a výboru House Committee. Předsedala podvýboru pro stav soukromých mateřských škol. Opětovně byla zvolena ve volbách v roce 1965, nyní již za formaci Ma'arach. V průběhu volebního období dočasně přešla s celou stranou do poslaneckého klubu Strany práce, který se ale pak vrátil k názvu Ma'arach. Pracovala ve výboru pro vzdělávání a kulturu, výboru pro záležitosti vnitra a výboru pro veřejné služby. Ve volbách v roce 1969 poslanecký mandát neobhájila.